# مانع (فیلم ۱۹۹۰)
مانع (انگلیسی: The Barrier) یک فیلم به کارگردانی بسام الذوادی است که در سال ۱۹۹۰ منتشر شد.